# فيليب بيرك كينغ
فيليب بيرك كينغ (بالإنجليزية: Philip Burke King)‏ هو جيولوجي أمريكي، ولد في 24 سبتمبر 1903، وتوفي في 25 أبريل 1987.